# Герман (Гарофаллидис)
Митрополит Герман (греч. Μητροπολίτης Γερμανός, в миру Георгий Гарофаллидис, греч. Γεώργιος Γαροφαλλίδης; 1893, Чанаккале — 22 января 1962, Стамбул) — епископ Константинопольской православной церкви, митрополит Энский (1936—1962), ипертим и экзарх всех Родоп.

## Биография
В 1917 году окончил Халкинскую богословскую школу, после чего был хиротонисан во диакона.
В 1922 году стал редактором журнала Церковная правда («Εκκλησιαστική Αλήθεια») в Стамбуле.
В 1923—1926 годы служил третьим патриаршим диаконом, в 1926—1927 годы — вторым патриаршим диаконом, в 1927—1928 годы — великим патриаршим архидиаконом.
6 августа 1928 года был хиротонисан во пресвитера с возведением в сан архимандрита и затем служил великим протосинкеллом.
19 марта 1931 года решением Священного синода был избран титулярным епископом Авидским. 25 марта того же года в монастыре Живоносный Источник в Стамбуле состоялась его епископская хиротония, которую совершили: митрополит Христопольский Мелетий (Лукакис), митрополит Лаодикейский Дорофей (Георгиадис) и митрополит Филадельфийский Максим (Вапордзис).
3 сентября 1936 года был избран митрополитом Энским.
Написал труд об истории монастыря Валукли, настоятелем которого он являлся.
Скончался 22 января 1962 года в греческой больнице Валукли, куда был госпитатизирован.
25 января 1962 года в патриаршем соборе святого Георгия на Фанаре состоялось его отпевание, которое возглавил патриарх Константинопольский Афинагор. Похоронен в монастыре Живоносный Источник в Валукли.